# Ocyllus pallens
Ocyllus pallens là một loài nhện trong họ Thomisidae.
Loài này thuộc chi Ocyllus. Ocyllus pallens được Tord Tamerlan Teodor Thorell miêu tả năm 1895.